# Tebupirimfos
Tebupirimfos ist eine chemische Verbindung aus der Gruppe der Pyrimidine und Organophosphate.

## Eigenschaften
Tebupirimfos ist eine braune Flüssigkeit, die praktisch unlöslich in Wasser ist. Sie hydrolysiert unter alkalischen Bedingungen.

## Verwendung
Tebupirimfos wird als Insektizid verwendet. Die toxische Wirkung beruht auf der Hemmung der Acetylcholinesterase. In den USA wurde es erstmals 1984 zugelassen, hier wird Tebupirimfos als Pflanzenschutzmittel im Maisanbau eingesetzt. Der jährliche Verbrauch in den USA um das Jahr 2000 wurde mit etwa 270.000 Pfund (≈123 Tonnen) angegeben. Es wird häufig in Kombination mit Cyfluthrin eingesetzt.
In Deutschland, Österreich und der Schweiz sind keine Pflanzenschutzmittel mit diesem Wirkstoff zugelassen.